# Wayai
Wayai är ett vattendrag i Belgien.   Det ligger i provinsen Liège och regionen Vallonien, i den östra delen av landet, 110 km öster om huvudstaden Bryssel.
I omgivningarna runt Wayai växer i huvudsak blandskog. Runt Wayai är det ganska tätbefolkat, med 111 invånare per kvadratkilometer.